# Cottus amblystomopsis
Cottus amblystomopsis és una espècie de peix pertanyent a la família dels còtids.

## Descripció
- Fa 20,8 cm de llargària màxima.[1][2]

## Hàbitat
És un peix demersal, oceanòdrom i de clima temperat que viu entre 0-10 m de fondària.

## Distribució geogràfica
Es troba al Japó i Rússia.

## Observacions
És inofensiu per als humans.